# Коронавірусна хвороба 2019 у Нідерландах
Коронавірусна хвороба 2019 у Нідерландах — поширення епідемії територією країни.

## Перебіг подій

### 2020
Пандемія коронавірусу з'явилась у Нідерландах 27 лютого, коли в Тілбурзі було підтверджено перший випадок COVID-19. Вірус виявлено у 56-літнього голландця, що прибув до Нідерландів з Італії. Перша смерть сталася 6 березня, коли у Роттердамі помер 86-річний пацієнт.
22 січня головний міжнародний аеропорт Схіпгол не вживав заходів проти поширення вірусу, заявивши про відсутність прямих рейсів до Уханю, де відбувався спалах вірусу.
26 лютого МЗС Нідерландів оновило рекомендації щодо подорожей до Італії, порадивши громадянам не їздити в райони, постраждалі від спалаху COVID-19.
27 лютого зареєстровано перший випадок COVID-19 у чоловіка, який перебував у регіоні Ломбардія в Італії.
28 лютого підтверджено другий випадок у жінки з Амстердаму, яка відвідувала Ломбардію, її помістили під домашню ізоляцію у Дімені.
29 лютого третій та четвертий випадки підтверджені у чоловіка з його сином. Дружина та донька також виявились хворими. Інший випадок — жінка з Делфта.

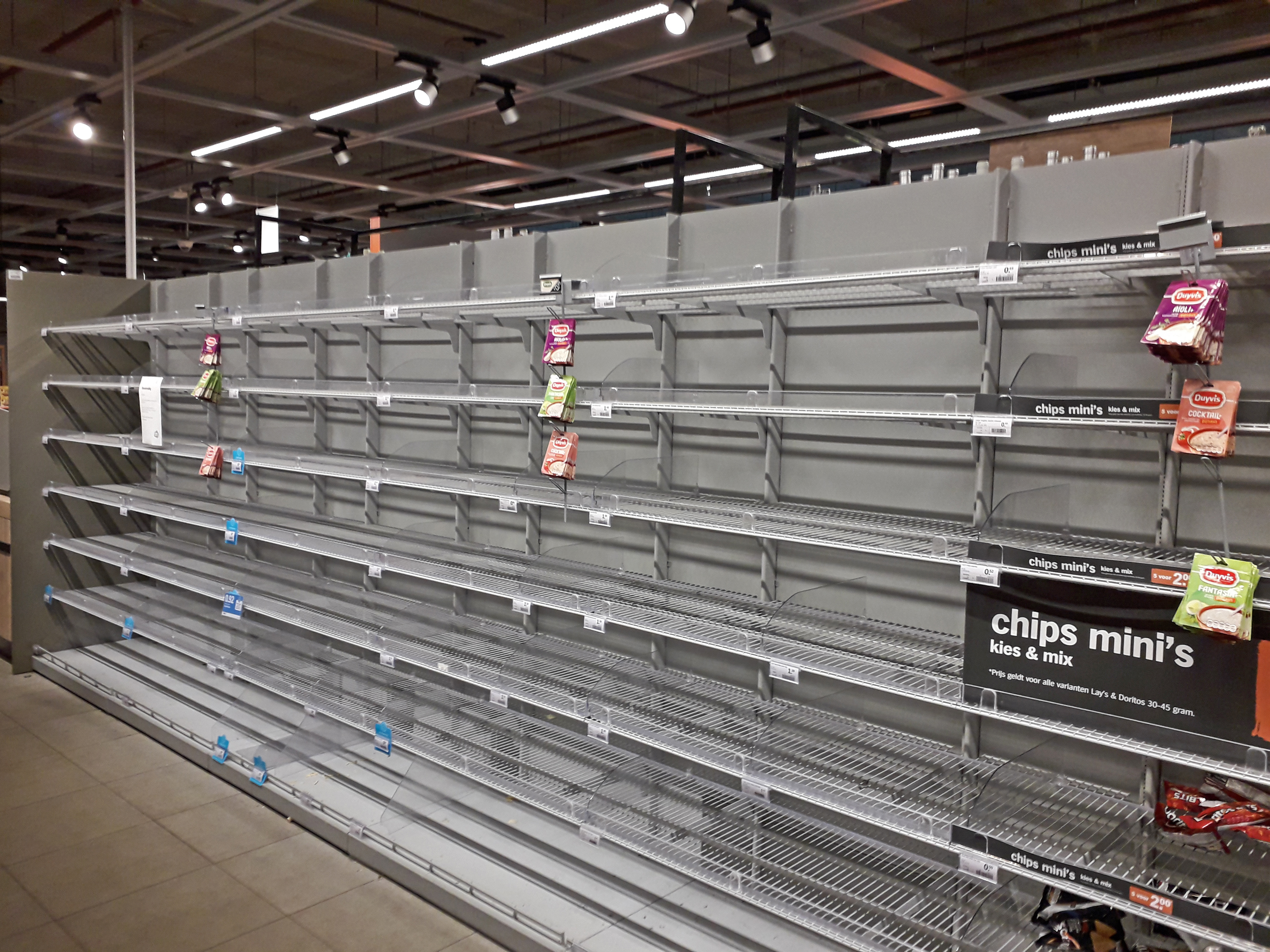
Порожні полиці в супермаркеті в Делфті, 15 березня

1 березня підтверджено три нові випадки: 49-літня жінка з Ньювендійка, жінка в Тілбурзі та чоловіка в Далені. 49-річну жінку прийняли до лікарні «Беатрікс» в Горінхемі 21 лютого, перш ніж перевести до Роттердаму. Вона приїхала до лікарні із дихальними проблемами і тиждень пробула в реанімації. Тест на SARS-CoV-2 не проводився, оскільки вона не мала зв'язку із зараженими районами чи людьми. Тому її зараження було непомітним протягом тижня. 1 березня було оголошено, що вона має COVID-19, її перевели до медцентру Erasmus через погіршення стану. Лікарня «Беатрікс» на кілька днів була закрита на карантин, госпіталь відкрився 5 березня після того, як усі працівники здали аналіз на коронавірус.
4 березня загальна кількість випадків сягнула 38 осіб, наступного дня — 82. За словами Бруно Бруінса, міністра міністерства охорони здоров'я Нідерландів, це було пов'язано з підрахунком проведених тестів.
9 березня загальна кількість випадків становила 321, з них більше третини було виявлено у Північному Брабанті. Прем'єр-міністр Марк Рютте попросив громадян припинити тиснути одне одному руки. До цього дня не було вжито жодних суттєвих заходів щодо обмеження поширення вірусу.
13 березня уряд на два тижні скасував усі рейси з Китаю, Ірану, Італії та Кореї, країн, у яких найбільше випадків коронавірусу.
15 березня загальна кількість хвориз сягнула 1135, за даними Служба охорони здоров'я (GGD) цього дня в Нідерландах було заражено 6000 осіб через те, що з 12 березня люди з легкими скаргами більше не проходили тестування.
Школи та дитячі заклади лишються закритими до 6 квітня, кафе, ресторани, спортивні клуби, сауни, секс-клуби та кав'ярні також.
16 березня увечері прем'єр-міністр Марк Рутте звернувся до жителів країни із заявою про коронавірус. Це був перший раз, коли прем'єр-міністр звернувся до країни після нафтової кризи 1973 року.
17 березня кількість хворих становила 1705, з яких 314 пацієнтів були в лікарнях.
19 березня міністр охорони здоров'я Нідерландів Брюно Браунс подав у відставку через перевтому. Напередодні він знепритомнів під час дебатів щодо коронавірусу у парламенті, що тривали майже весь день, впавши з трибуни. Цього дня кількість хворих зросла до 2460, у реанімації перебуває 210 пацієнтів.
31 березня пік кількості госпіталізованих. З того часу кількість госпіталізованих за добу зменшується.
5 квітня кількість госпіталізованих збільшилася на 253, до 6 875 осіб, померло 1766 осіб. На даний час все ще немає інформації щодо кількості тих, хто одужав.
9 квітня вилікувалася найстарша пацієнтка у світі. Ним виявилася 107-річна Корнелія Рас. Вона заразилася в середині березня під час церковної служби. Крім неї ще відомо про одужання в Нідерландах двох осіб, яким більше 100 років.
11 квітня після того, як медиків почали тестувати на коронавірус, кількість медиків у процентному відношенні значно виросла і склала 42 % усіх нових випадків — 550 медиків із 1350 випадків.
13 квітня кількість хворих в країні сягнула 25,5 тис., серед заражених було понад 6 тис. медпрацівникв.
14 квітня було вирішено концертний зал, що мав 2020-го року приймати пісенний конкурс Євробачення, обладнати лікарняними ліжками та приймати там інфікованих на коронавірус.
19 жовтня власники 30 ресторанів і кафе подали в суд на владу Амстердаму через карантинні заходи, вимагаючи зняття заборони на роботу закладів.
20 грудня в країні було виявлено новий штам коронавірусу з Британії.
24 грудня було оголошено про вимогу негативного результату тесту на COVID-19 від всіх, хто прилітає до країни.

### 2021
17 січня в Амстердамі пройшов протест проти локдауну. Мерія міста дозволила протест за участю 500 чоловік з 14:00 до 16:00, але організатори відмовилися від цих умов і провели акцію в іншому місці за участі 1,5-2 тис. осіб. Поліція використала водомети.
З 22 січня в країні запроваджено загальнонаціональну комендантську годину з 20:30 до 4:30. 25 січня в Амстердамі поліціянти застосували водомети проти протестувальників. У мітингу на Музейній площі Амстердаму брало участь 1500 осіб.
15 березня в країні було призупинено використання однієї серії вакцини AstraZeneca через можливі проблеми зі згортанням крові у пацієнтів після щеплення. 29 березня в Амстердамі пройшли протести проти карантину, поліціянтами було затримано понад 300 учасників.
У вересні в Нідерландах було рекомендовано третє щеплення для людей з імунними розладами, це стосується близько 200 тис. жителів.
З 27 грудня щонайменше до 14 січня через штам Омікрон у країні було запроваджено повний локдаун.

### 2023
У березні 2023 року уряд країниухвалив рішення повністю скасувати обмеження щодо коронавірусу.